# Лямбда Оріона
Лямбда Оріона (λ Orionis, λ Ori, Мейсса) — це кратна зоря в сузір'ї Оріона, що знаходиться на відстані приблизно 1300 світлових років від нас. Мейсса складається з 2 зір: Лямбда Оріона А та Лямбда Оріона B. Лямбда Оріона є найяскравішим членом молодого скупчення Collinder 69 (також відоме як скупчення Лямбди Оріона)[джерело?]. Скупчення можна побачити за допомогою бінокля або невеликого телескопу.  
Незважаючи на те, що Мейсса має більшу світність і розташована лише трохи далі, ніж Рігель, вона є на 3 видимі зоряні величини тьмянішою в оптичному діапазоні, тому що більша частина її випромінювання припадає на ультрафіолетовий діапазон через високу температуру[джерело?].

## Назва
Англійською мовою зорю називають Мейсса. Ця назва походить від арабського вислову "Аль-Мейсан", що перекладається як "той, що сяє". Така назва вживалася також для зорі γ Близнят (її теперішня назва — Альхена), однак прижилася вона саме для лямбди Оріона. Араби також називали цю зорю "Аль Хаках", що в сучасній арабській замінено на "Хека" й означає "Біла Пляма". Остання назва може відображати той факт, що лямбда Оріона розташована поруч із двома слабкими зорями — φ1 та φ2 Оріона, — і ця група зір може здаватися туманною плямкою (так, "туманними" їх називав Птолемей). За іншою версією, ця назва виникла внаслідок зображення арабськими астрономами сузір'я Оріона у вигляді чорної вівці з білою плямою.

## Характеристики

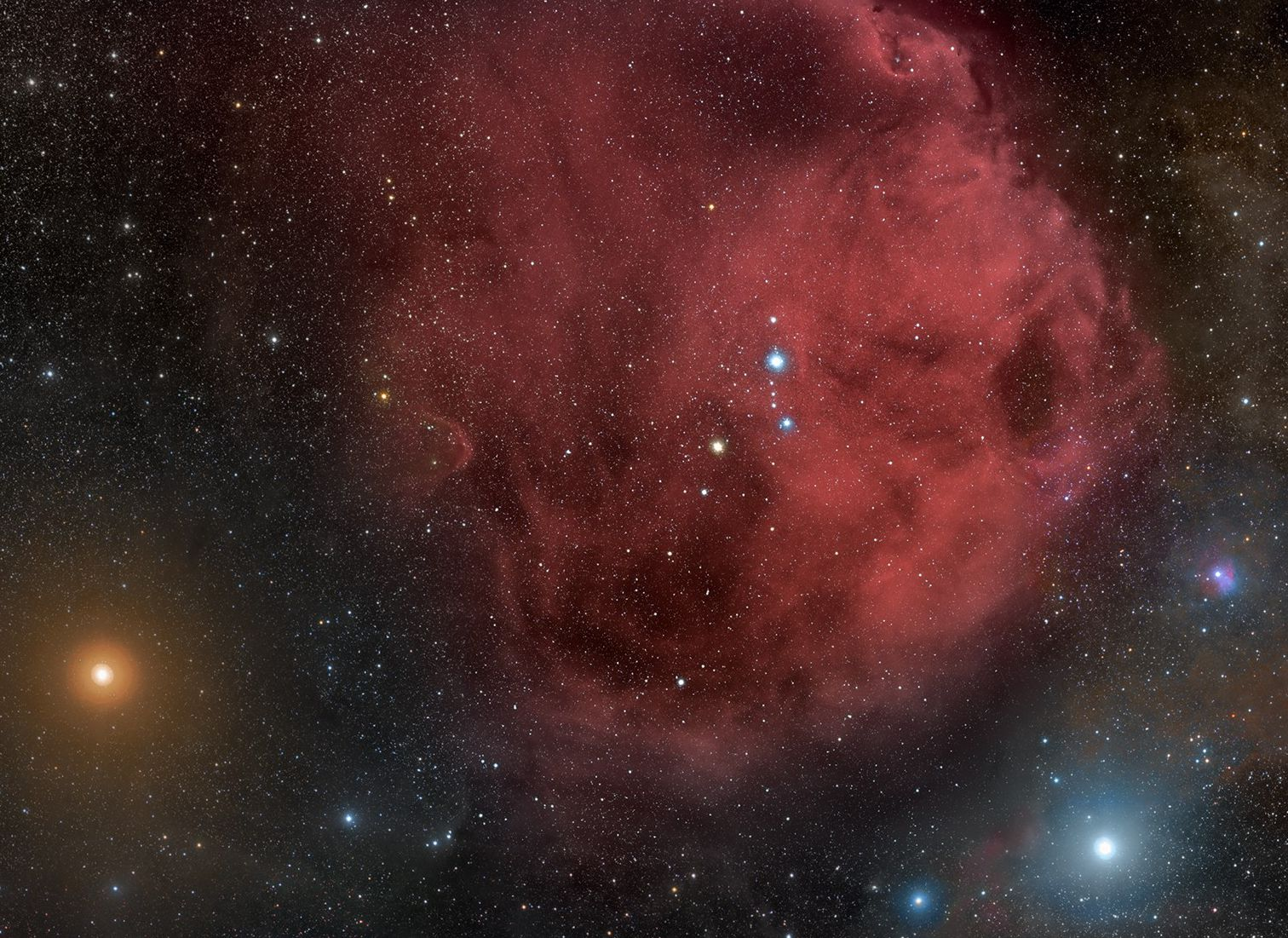
Лямбда Оріона з туманністю на північ від φ ^{2} Оріона

Мейсса є подвійною системою, в якій яскрава компонента є гігантом спектрального класу O8 III (лямбда Оріона А), а слабка — зіркою головної послідовності спектрального класу B0,5 V із блиском 6m (лямбда Оріона B). Кутова відстань —  4,41 кутових секунд вздовж позиційного кута 43,12° (на 1937 рік). Згідно з спектральною класифікацією зір, ефективна температура Лямбди Оріона А становить 37,689 K, а температура Лямбди Оріона B — 25,400 K . Ця зоря входить до числа найгарячіших з відомих зір у Всесвіті. Видима зоряна величина лябмди Оріона А — 3.54m, а лябмди Оріона Б — 3.61m . Лямбда Оріона А є джерелом м’якого рентгенівського випромінювання зі світністю 1032 ерг с −1 і піком випромінювання в діапазоні енергій 0,2–0,3 кеВ, що свідчить про те, що зоря, ймовірно, має зоряний вітер. Виходячи з розташування Оріона, Мейсса знаходиться недалеко від небесного екватора. Зоря знаходиться на південь від екліптики. Лямбду Оріона можна побачити як з північної, так і з південної півкулі Землі.